# Havnbjerg Sogn
Havnbjerg Sogn er et sogn i Sønderborg Provsti (Haderslev Stift).
Havnbjerg Sogn hørte til Als Nørre Herred i Sønderborg Amt. Havnbjerg sognekommune blev ved kommunalreformen i 1970 indlemmet i Nordborg Kommune, der ved strukturreformen i 2007 indgik i Sønderborg Kommune.
I Havnbjerg Sogn ligger Havnbjerg Kirke.
I sognet findes følgende autoriserede stednavne:
- Brandsbøl (bebyggelse, ejerlav)
- Brandsbøl Mark (bebyggelse)
- Brandsbøl Sø (bebyggelse)
- Elsbjerg (areal)
- Elsmark (bebyggelse)
- Gildbro (bebyggelse)
- Havnbjerg (bebyggelse, ejerlav)
- Havnbjergskov (bebyggelse)
- Langesø (bebyggelse)
- Lavensby (bebyggelse, ejerlav)
- Lavensby Mark (bebyggelse)
- Lavensby Strand (bebyggelse)
- Lunden (bebyggelse, ejerlav)
- Sandvig (vandareal)

## Afstemningsresultat
Folkeafstemningen ved Genforeningen i 1920 gav i Havnbjerg Sogn 477 stemmer for Danmark, 72 for Tyskland. Af vælgerne var 38 tilrejst fra Danmark, 20 fra Tyskland.